# Équipe de France de football en 2007
Maillots
L'Équipe de France de football en 2007 s'est qualifiée pour l'Euro 2008 au terme d'une campagne de qualification ardue dans un groupe très relevé.
- 2007 voit l'émergence de nouveaux joueurs talentueux tels que Karim Benzema, Samir Nasri, Hatem Ben Arfa, Jérémy Toulalan, Lassana Diarra, Abou Diaby et Bacary Sagna.
- L'équipe de France réalise un nouveau record d'affluence au Stade de France contre l'Ukraine : 80051 spectateurs.

## Évolution du coefficient FIFA
Le tableau ci-dessous présente les coefficients mensuels de l'équipe de France publiés par la FIFA durant l'année 2007.
| Mois | janv. | fév. | mars | avril | mai | juin | juillet | août | sept. | oct. | nov. | déc. |
| Rang | 4     | 4    | 4    | 4     | 4   | 2    | 4       | 4    | 6     | 4    | 7    | 7    |

## Les matchs
- Lors du premier match de 2007, la France accueille l’Argentine d’Alfio Basile au Stade de France. Pour ce match, la France perd 1-0 (but de Javier Saviola) à l’issue d’un match où les sud-américains ont eu la possession du ballon en pratiquant leur ‘’toque’’ traditionnel.

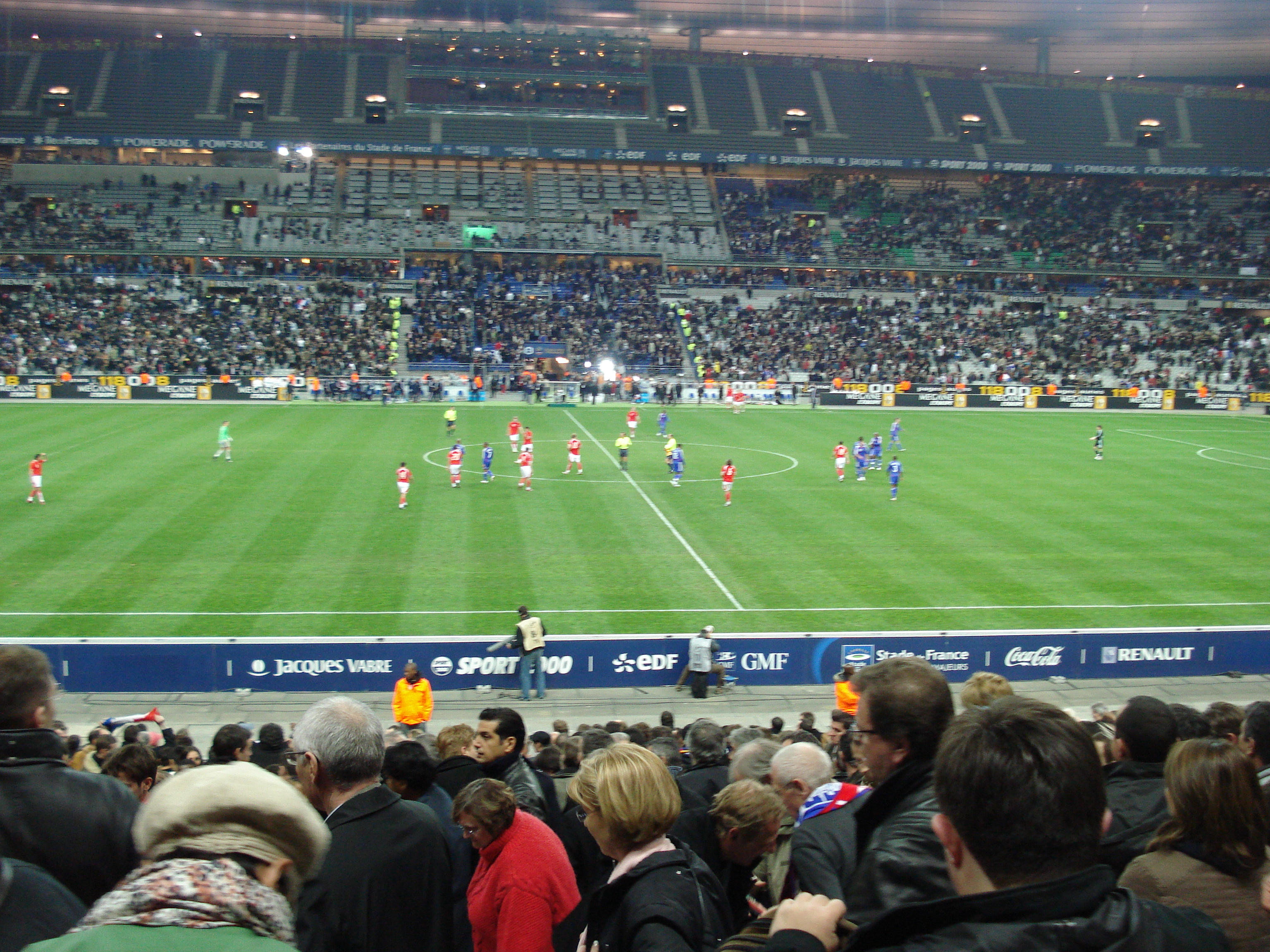
France-Autriche le 28 mars 2007 au Stade de France

- Pour le stage de fin mars, l’équipe de France est privée de son meneur de jeu Franck Ribéry, blessé. À cette occasion, les Bleus s’imposent laborieusement en Lituanie 1-0 sur une action individuelle de Nicolas Anelka. Le match contre l’Autriche, qui prépare « son » Euro 2008 à domicile, est plus anecdotique mais voit la première sélection de Samir Nasri et de Karim Benzema, le premier offrant une passe décisive au second sur le but.

- Les deux matches de fin de saison se déroulent idéalement. France-Ukraine remplit le Stade de France. En présence du Président de la République Nicolas Sarkozy, fraîchement transféré à l’Elysée lors du dernier mercato, les hommes de Raymond Domenech font la différence en deuxième mi-temps grâce à Ribéry et Anelka. Quatre jours plus tard, la France bat la Géorgie à Auxerre grâce au premier but en sélection de Samir Nasri.
- Le traditionnel match de reprise du mois d'août se déroule à Bratislava avec un groupe élargi. En effet, Raymond Domenech a choisi pour ce stage de ressusciter l'équipe de France A' et les Bleus « réservistes » affrontent le 21 août leurs homologues slovaques remplaçants et s'inclinent par un but à zéro. Le lendemain, les deux équipes « A » se retrouvent et ce sont cette fois-ci les tricolores qui l'emportent 1-0 grâce à un coup franc peu fair-play de Thierry Henry frappé avant le coup de sifflet de l'arbitre.
- Les matches de septembre se déroulent en pleine Coupe du monde de rugby, organisée en France. Le football est donc relégué au second plan de l'actualité sportive. Les tricolores empochent un bon point au stade San Siro face aux champions du monde italiens à l'issue d'un match « tactique » mais fermé (0-0). Pendant le match, l'avant-centre français Thierry Henry écope d'un avertissement qui le prive du match suivant contre l'Écosse. C'est au Parc des Princes (puisque le Stade de France est réquisitionné pour la Coupe du monde de rugby) que se déroule ce match, devant un très grand nombre de supporters de la Tartan Army. La pelouse est assez abîmée en raison du match de rugby Afrique du Sud-Samoa qui s'y est joué trois jours auparavant. C'est David Trézéguet qui remplace numériquement Thierry Henry. Le match est pauvre en occasions de but et Trézéguet, qui ne s'est jamais vraiment adapté au style de jeu prôné par Domenech, ne parvient pas à faire oublier un Thierry Henry en pleine bourre. Les écossais gagnent le match 1-0 grâce à une frappe lointaine de McFadden que Landreau, le remplaçant de Coupet blessé, ne parvient pas à détourner. Le portier parisien encaisse à cette occasion son premier but en Équipe de France. Ce but fera polémique quelques semaines plus tard en raison des déclarations de Coupet qui déclare à un journal écossais qu'il « pense qu'il l'aurait arrêté ».
- Les matches d'octobre se soldent par deux victoires : la première est sur le score de 6-0 aux îles Féroé alors que les Bleus ne sont arrivés à Torshavn qu'à quelques heures du coup d'envoi à cause d'un épais brouillard. Ce match se déroule l'après-midi du samedi de la demi-finale de la Coupe du monde de rugby France-Angleterre au Stade de France et ne fait donc pas la une de la presse. La deuxième a lieu quatre jours après et les Tricolores s'imposent 2-0 au Stade de la Beaujoire de Nantes grâce à deux réalisations de Thierry Henry dans le dernier quart d'heure qui devient à cette occasion meilleur buteur de l'histoire de l'équipe de France.
- Le dénouement des éliminatoires en novembre donne lieu à un scénario rocambolesque : après un match amical contre le Maroc le vendredi 16 (match nul 2-2), la France doit, pour assurer sa qualification, soit obtenir un match nul en Ukraine le mercredi 21, soit espérer une victoire des italiens lors d'Écosse-Italie le samedi 17 car une défaite de l'Écosse l'éliminerait définitivement, celle-ci étant exempte lors de la dernière journée et qualifierait de facto la France et l'Italie. Les italiens obtiennent finalement une victoire 2-1 à la dernière minute grâce à Panucci et la France se qualifie donc sans jouer. Le match Ukraine-France est anecdotique et s'achève sur un match nul 2-2 au terme d'un match marqué surtout par l'énorme bourde de Sébastien Frey pour sa première sélection.

| Date              | Stade                                          | Adversaire | Score | Comp | Buteurs français                                                               |
| 7 février 2007    | Stade de France Saint-Denis, France            | Argentine  | D 0-1 | A    |                                                                                |
| 24 mars 2007      | Stade S.-Darius-et-S.-Girėnas Kaunas, Lituanie | Lituanie   | V 1-0 | QCE  | Anelka (74e)                                                                   |
| 28 mars 2007      | Stade de France Saint-Denis, France            | Autriche   | V 1-0 | A    | Benzema (53e)                                                                  |
| 2 juin 2007       | Stade de France Saint-Denis, France            | Ukraine    | V 2-0 | QCE  | Ribéry (57e) & Anelka (71e)                                                    |
| 6 juin 2007       | Stade de l'Abbé-Deschamps Auxerre, France      | Géorgie    | V 1-0 | QCE  | Nasri (33e)                                                                    |
| 22 août 2007      | Stade A. Malatinskeho Trnava, Slovaquie        | Slovaquie  | V 1-0 | A    | Henry (38ecf)                                                                  |
| 8 septembre 2007  | San Siro Milan, Italie                         | Italie     | N 0-0 | QCE  |                                                                                |
| 12 septembre 2007 | Parc des Princes Paris, France                 | Écosse     | D 0-1 | QCE  |                                                                                |
| 13 octobre 2007   | Tórsvøllur Tórshavn, Îles Féroé                | Îles Féroé | V 6-0 | QCE  | Anelka (7e), Henry (8e), Benzema (48e & 79e), Rothen (65ecf), Ben Arfa (90e+3) |
| 17 octobre 2007   | Stade de la Beaujoire Nantes, France           | Lituanie   | V 2-0 | QCE  | Henry (80e & 82e)                                                              |
| 16 novembre 2007  | Stade de France Saint-Denis, France            | Maroc      | N 2-2 | A    | Govou (16e) & Nasri (76e)                                                      |
| 21 novembre 2007  | Olimpiysky Kiev, Ukraine                       | Ukraine    | N 2-2 | QCE  | Henry (20e) & Govou (34e)                                                      |

A : match amical. QCE : match qualificatif pour l'Euro 2008.

## Les Joueurs
| Joueurs                              |     |     |     |     |     |     |    |       |     |     |     |     |
| Gardiens de but                      |     |     |     |     |     |     |    |       |     |     |     |     |
| Grégory Coupet (OL)                  | 90  | 90  | 90  | 90  |     |     |    |       |     |     |     |     |
| Mickaël Landreau (PSG)               |     |     |     |     | 90  | 90  | 90 | 90    | 90  | 90  | 90  |     |
| Sébastien Frey (ACF Fiorentina)      |     |     |     |     |     |     |    |       |     |     |     | 90  |
| Défenseurs                           |     |     |     |     |     |     |    |       |     |     |     |     |
| Éric Abidal (OL/FC Barcelone)        | 90  | 90  | r45 | 90  | 90  | 90  | 90 | 77    | 90  | 90  | r44 | 90  |
| Willy Sagnol (Bayern Munich)         | 45  | 90  |     |     |     |     |    |       |     |     |     |     |
| François Clerc (OL)                  | r45 |     | 90  | 90  | 90  | 63  |    |       |     |     | 90  | 90  |
| Julien Escudé (FC Séville)           | 90  |     | 90  |     |     |     | 90 | 90    |     |     |     |     |
| Sébastien Squillaci (OL)             | 90  |     |     |     |     |     |    |       |     |     | r26 |     |
| Lilian Thuram (FC Barcelone)         |     | 90  | 45  | 90  | 90  |     | 90 | 90    | 90  | 90  | 64  | 90  |
| William Gallas (Arsenal)             |     | 90  | r45 | 90  | 90  |     |    |       |     | 90  | 46  | 90  |
| Philippe Mexès (AS Roma)             |     |     | 45  |     |     | 87  |    |       |     |     |     |     |
| Patrice Évra (Manchester United)     |     |     |     |     |     | 90  |    | 90    |     |     | 90  |     |
| Bacary Sagna (Arsenal)               |     |     |     |     |     | r27 |    | 90    |     |     |     |     |
| Jean-Alain Boumsong (Juventus)       |     |     |     |     |     | r3  |    |       |     |     |     |     |
| Milieux                              |     |     |     |     |     |     |    |       |     |     |     |     |
| Florent Malouda (OL/Chelsea)         | 45  | 90  | r20 | 90  | 65  | 90  | 90 | 90    |     | 90  |     |     |
| Claude Makélélé (Chelsea)            | 89  | 90  |     | 90  | 90  | 90  | 90 | 90    | 72  | 90  | 46  | 90  |
| Sidney Govou (OL)                    | r45 | 62  |     |     | r1  |     |    |       |     |     | 74  | 90  |
| Franck Ribéry (OM/Bayern Munich)     | 90  |     |     | 90  | 89  | 72  | 86 | 90    | 63  | 90  |     | 89  |
| Patrick Vieira (Inter Milan)         | 90  |     |     |     |     | 58  | 90 | 70    |     |     |     |     |
| Lassana Diarra (Chelsea/Arsenal)     |     | 90  | 90  | r9  |     |     | 90 | 90    | r18 | 70  | 90  | 90  |
| Jérémy Toulalan (OL)                 |     | 90  |     | 90  | 90  | r32 | r4 |       | 90  | 90  | r44 |     |
| Abou Diaby (Arsenal)                 |     | r1  | 78  |     |     |     |    |       |     |     |     |     |
| Samir Nasri (OM)                     |     |     | 70  | 81  | 90  | r24 |    | r30   |     |     | 90  | r45 |
| Rio Mavuba (Girondins de Bordeaux)   |     |     | 90  |     |     |     |    |       |     |     |     |     |
| Hatem Ben Arfa (OL)                  |     |     |     |     |     |     |    |       | r27 | r30 | r16 | r1  |
| Jérôme Rothen (PSG)                  |     |     |     |     |     |     |    |       | 90  |     | 90  |     |
| Mathieu Flamini (Arsenal)            |     |     |     |     |     |     |    |       |     |     | r9  |     |
| Attaquants                           |     |     |     |     |     |     |    |       |     |     |     |     |
| Nicolas Anelka (Bolton)              | r18 | 90  | 90  | 76  | 89  | 90  | 90 | 90    | 45  |     | r26 |     |
| Djibril Cissé (OM)                   | r1  | r28 | 45  | r14 | r25 |     |    |       |     |     |     |     |
| Thierry Henry (Arsenal/FC Barcelone) | 90  |     |     |     |     | 85  | 90 | susp. | 90  | 90  |     | 90  |
| David Trezeguet (Juventus)           | 72  |     |     |     |     |     |    | 90    |     |     |     |     |
| Karim Benzema (OL)                   |     |     | r45 |     | r1  | r5  |    | r13   | r45 | 90  | 64  | 45  |
| Frédéric Piquionne (ASM)             |     |     | r12 |     |     |     |    |       |     |     |     |     |

## Le match de l'équipe A'
- L'équipe de France de football A', relancée par Raymond Domenech, a disputé un match amical :

| Date         | Stade                        | Adversaire   | Score | Buteurs français |
| 21 août 2007 | NTC Stadion Senec, Slovaquie | Slovaquie A' | D 0-1 |                  |

## Maillot
L'équipe de France utilise pour l'année 2007 un maillot confectionné par l'équipementier Adidas.
| Couleurs | Bleu, blanc et rouge |           |               |
| Marque   | Adidas               |           |               |
| Domicile | Domicile bis         | Extérieur | Extérieur bis |

## Audiences télévisuelles
| Jour de diffusion | Match               | Compétition | Diffuseur | Téléspectateurs |
| 7 février 2007    | France – Argentine  | Amical      | TF1       |                 |
| 24 mars 2007      | Lituanie – France   |             | TF1       |                 |
| 28 mars 2007      | France – Autriche   |             | TF1       |                 |
| 2 juin 2007       | France – Ukraine    |             | TF1       |                 |
| 6 juin 2007       | France – Georgie    |             | TF1       | 9 012 000       |
| 22 août 2007      | Slovaquie – France  |             | TF1       |                 |
| 8 septembre 2007  | Italie – France     |             | TF1       | 9 295 000       |
| 12 septembre 2007 | France – Ecosse     |             | TF1       | 9 975 000       |
| 13 octobre 2007   | Îles Féroé – France |             | TF1       |                 |
| 17 octobre 2007   | France – Lituanie   |             | TF1       | 8 780 000       |
| 16 novembre 2007  | France – Maroc      | Amical      | TF1       | 6 400 000       |
| 21 novembre 2007  | Ukraine – France    |             | TF1       |                 |